# Belgium a 2016. évi nyári olimpiai játékokon
Belgium a brazíliai Rio de Janeiróban megrendezett 2016. évi nyári olimpiai játékok egyik részt vevő nemzete volt. Az országot az olimpián 19 sportágban 104 sportoló képviselte, akik összesen 6 érmet szereztek.

## Érmesek
| Érem  | Versenyző | Sportág      | Versenyszám                |
| ----- | --- | ------------ | -------------------------- |
| Arany | Nafissatou Thiam | Atlétika     | Női hétpróba               |
| Arany | Greg Van Avermaet | Kerékpározás | Férfi egyéni mezőnyverseny |
| Ezüst | Nemzeti válogatott Gauthier Boccard Tom Boon Thomas Briels Cédric Charlier Tanguy Cosyns Felix Denayer Sébastien Dockier John-John Dohmen Simon Gougnard Loïck Luypaert Emmanuel Stockbroekx Jérôme Truyens Vincent Vanasch Florent Van Aubel Arthur Van Doren Elliot Van Strydonck | Gyeplabda    | Férfi                      |
| Ezüst | Pieter Timmers | Úszás        | Férfi 100 m gyors          |
| Bronz | Dirk Van Tichelt | Cselgáncs    | Férfi könnyűsúly           |
| Bronz | Jolien D'hoore | Kerékpározás | Női omnium                 |

## Atlétika
Férfi
| Versenyző                                               | Versenyszám     | Előfutam | Előfutam | Előfutam | Elődöntő | Elődöntő | Elődöntő | Döntő    | Döntő    |
| Versenyző                                               | Versenyszám     | Idő      | Hely.    | Össz.    | Idő      | Hely.    | Össz.    | Idő      | Helyezés |
| ------------------------------------------------------- | --------------- | -------- | -------- | -------- | -------- | -------- | -------- | -------- | -------- |
| Jonathan Borlée                                         | 200 m           | 20,64    | 5.       | 48.      | kiesett  | kiesett  | kiesett  | kiesett  | kiesett  |
| Jonathan Borlée                                         | 400 m           | 46,01    | 4.       | 32.      | kiesett  | kiesett  | kiesett  | kiesett  | kiesett  |
| Kévin Borlée                                            | 400 m           | 45,90    | 5.       | 28.      | kiesett  | kiesett  | kiesett  | kiesett  | kiesett  |
| Pieter-Jan Hannes                                       | 1500 m          | 3:38,89  | 8.       | 8.       | 3:43,71  | 12.      | 21.      | kiesett  | kiesett  |
| Bashir Abdi                                             | 5000 m          | 13:42,83 | 16.      | 33.      |          |          |          | kiesett  | kiesett  |
| Bashir Abdi                                             | 10 000 m        |          |          |          |          |          |          | 28:01,49 | 20.      |
| Michael Bultheel                                        | 400 m gát       | 49,37    | 5.       | 21.      | 49,46    | 5.       | 18.      | kiesett  | kiesett  |
| Jeroen D'hoedt                                          | 3000 m akadály  | 8:48,29  | 13.      | 37.      |          |          |          | kiesett  | kiesett  |
| Florent Caelen                                          | Maraton         |          |          |          |          |          |          | 2:17:59  | 44.      |
| Koen Naert                                              | Maraton         |          |          |          |          |          |          | 2:14:53  | 22.      |
| Willem Van Schuerbeeck                                  | Maraton         |          |          |          |          |          |          | 2:18:56  | 56.      |
| Julien Watrin Jonathan Borlée Dylan Borlée Kévin Borlée | 4 × 400 m váltó | 2:59,25  | 1.       | 3.       |          |          |          | 2:58,52  | 4.       |

| Versenyző      | Versenyszám   | Selejtező | Selejtező | Döntő    | Döntő    |
| Versenyző      | Versenyszám   | Eredmény  | Helyezés  | Eredmény | Helyezés |
| -------------- | ------------- | --------- | --------- | -------- | -------- |
| Philip Milanov | Diszkoszvetés | 62,68 m   | 12.       | 62,22 m  | 9.       |

| Versenyző               | Versenyszám | 100 m | 100 m | Távolugrás | Távolugrás | Súlylökés | Súlylökés | Magasugrás | Magasugrás | 400 m | 400 m | 110 m gát | 110 m gát | Diszkoszvetés | Diszkoszvetés | Rúdugrás | Rúdugrás | Gerelyhajítás | Gerelyhajítás | 1500 m  | 1500 m | Végeredmény | Végeredmény |
| Versenyző               | Versenyszám | Idő   | Pont  | Eredmény   | Pont       | Eredmény  | Pont      | Eredmény   | Pont       | Idő   | Pont  | Idő       | Pont      | Eredmény      | Pont          | Eredmény | Pont     | Eredmény      | Pont          | Idő     | Pont   | Pont        | Helyezés    |
| ----------------------- | ----------- | ----- | ----- | ---------- | ---------- | --------- | --------- | ---------- | ---------- | ----- | ----- | --------- | --------- | ------------- | ------------- | -------- | -------- | ------------- | ------------- | ------- | ------ | ----------- | ----------- |
| Thomas Van der Plaetsen | Tízpróba    | 11,24 | 808   | 766 cm     | 975        | 12,84 m   | 657       | 216 cm     | 953        | 49,63 | 832   | 15,01     | 848       | 43,58 m       | 738           | 540 cm   | 1035     | 62,09 m       | 769           | 4:34,21 | 717    | 8332        | 8.          |

Női
| Versenyző         | Versenyszám | Előfutam | Előfutam | Előfutam | Elődöntő | Elődöntő | Elődöntő | Döntő   | Döntő    |
| Versenyző         | Versenyszám | Idő      | Hely.    | Össz.    | Idő      | Hely.    | Össz.    | Idő     | Helyezés |
| ----------------- | ----------- | -------- | -------- | -------- | -------- | -------- | -------- | ------- | -------- |
| Cynthia Bolingo   | 200 m       | 23,98    | 8.       | 63.      | kiesett  | kiesett  | kiesett  | kiesett | kiesett  |
| Olivia Borlée     | 200 m       | 23,53    | 7.       | 54.      | kiesett  | kiesett  | kiesett  | kiesett | kiesett  |
| Renée Eykens      | 800 m       | 2:00,00  | 3.       | 16.      | 2:00,45  | 5.       | 16.      | kiesett | kiesett  |
| Louise Carton     | 5000 m      | 15:34,39 | 11.      | 22.      |          |          |          | kiesett | kiesett  |
| Anne Zagré        | 100 m gát   | 12,85    | 2.       | 10.*     | kizárták | kizárták | kizárták | kiesett | kiesett  |
| Axelle Dauwens    | 400 m gát   | 57,68    | 7.       | 36.      | kiesett  | kiesett  | kiesett  | kiesett | kiesett  |
| Veerle Dejaeghere | Maraton     |          |          |          |          |          |          | 2:37:39 | 47.      |
| Els Rens          | Maraton     |          |          |          |          |          |          | 2:45:52 | 84.      |
| Manuela Soccol    | Maraton     |          |          |          |          |          |          | 2:44:18 | 74.      |

| Versenyző        | Versenyszám | 100 m gát | 100 m gát | Magasugrás | Magasugrás | Súlylökés | Súlylökés | 200 m | 200 m | Távolugrás | Távolugrás | Gerelyhajítás | Gerelyhajítás | 800 m   | 800 m | Végeredmény | Végeredmény |
| Versenyző        | Versenyszám | Idő       | Pont      | Eredmény   | Pont       | Eredmény  | Pont      | Idő   | Pont  | Eredmény   | Pont       | Eredmény      | Pont          | Idő     | Pont  | Pont        | Helyezés    |
| ---------------- | ----------- | --------- | --------- | ---------- | ---------- | --------- | --------- | ----- | ----- | ---------- | ---------- | ------------- | ------------- | ------- | ----- | ----------- | ----------- |
| Nafissatou Thiam | Hétpróba    | 13,56     | 1041      | 198 cm     | 1211       | 14,91 m   | 855       | 25,10 | 878   | 658 cm     | 1033       | 53,13 m       | 921           | 2:16,54 | 871   | 6810        |             |

* - egy másik versenyzővel azonos eredményt ért el

## Cselgáncs
Férfi
| Versenyző        | Versenyszám  | Selejtező                              | 32-es főtábla                           | Nyolcaddöntő                                     | Negyeddöntő                           | Elődöntő                        | Vigaszág elődöntő | Bronz- mérkőzés                      | Döntő             | Helyezés |
| Versenyző        | Versenyszám  | Ellenfél Eredmény                      | Ellenfél Eredmény                       | Ellenfél Eredmény                                | Ellenfél Eredmény                     | Ellenfél Eredmény               | Ellenfél Eredmény | Ellenfél Eredmény                    | Ellenfél Eredmény | Helyezés |
| ---------------- | ------------ | -------------------------------------- | --------------------------------------- | ------------------------------------------------ | ------------------------------------- | ------------------------------- | ----------------- | ------------------------------------ | ----------------- | -------- |
| Jasper Lefevere  | Harmatsúly   | Zhansay Smagulov (KAZ) · 000(3)–000(0) | kiesett                                 | kiesett                                          | kiesett                               | kiesett                         |                   |                                      |                   | 33.      |
| Dirk Van Tichelt | Könnyűsúly   | erőnyerő                               | Morad Zemouri (QAT) · 100(0)-000(0)     | An Cshangnim (An Changrim) (KOR) · 010(3)-000(2) | Gyenyisz Jarcev (RUS) · 011(2)-010(0) | Óno Sóhei (JPN) · 000(1)–111(0) |                   | Ungvári Miklós (HUN) · 100(0)-000(0) |                   |          |
| Joachim Bottieau | Váltósúly    | erőnyerő                               | Matteo Marconcini (ITA) · 000(1)–000(0) | kiesett                                          | kiesett                               | kiesett                         |                   |                                      |                   | 17.      |
| Toma Nikiforov   | Félnehézsúly | erőnyerő                               | Javad Mahjoub (IRI) · 100(1)-000(2)     | Beka Gviniashvili (GEO) · 000(1)–101(0)          | kiesett                               | kiesett                         |                   |                                      |                   | 9.       |

Női
| Versenyző          | Versenyszám | Selejtező                              | Nyolcaddöntő                        | Negyeddöntő       | Elődöntő          | Vigaszág elődöntő | Bronz- mérkőzés   | Döntő             | Helyezés |
| Versenyző          | Versenyszám | Ellenfél Eredmény                      | Ellenfél Eredmény                   | Ellenfél Eredmény | Ellenfél Eredmény | Ellenfél Eredmény | Ellenfél Eredmény | Ellenfél Eredmény | Helyezés |
| ------------------ | ----------- | -------------------------------------- | ----------------------------------- | ----------------- | ----------------- | ----------------- | ----------------- | ----------------- | -------- |
| Charline Van Snick | Légsúly     | Monica Ungureanu (ROU) · 100(0)-000(1) | Sarah Menezes (BRA) · 000(0)–001(0) | kiesett           | kiesett           |                   |                   |                   | 9.       |

## Evezés
Férfi
| Versenyző     | Versenyszám  | Előfutam | Előfutam | Vigaszág | Vigaszág | Negyeddöntő | Negyeddöntő | Elődöntő | Elődöntő | Elődöntő | Döntő | Döntő   | Döntő | Helyezés |
| Versenyző     | Versenyszám  | Idő      | Hely.    | Idő      | Hely.    | Idő         | Hely.       | Típus    | Idő      | Hely.    | Típus | Idő     | Hely. | Helyezés |
| ------------- | ------------ | -------- | -------- | -------- | -------- | ----------- | ----------- | -------- | -------- | -------- | ----- | ------- | ----- | -------- |
| Hannes Obreno | Egypárevezős | 7:09,06  | 1.       | erőnyerő | erőnyerő | 6:48,90     | 1.          | A/B      | 7:06,76  | 3.       | A     | 6:47,42 | 4.    | 4.       |

## Golf
| Versenyző         | Versenyszám  | 1. forduló | 1. forduló | 2. forduló | 2. forduló | 3. forduló | 3. forduló | 4. forduló | 4. forduló | Összesen | Összesen | Összesen |
| Versenyző         | Versenyszám  | Pont       | Par        | Pont       | Par        | Pont       | Par        | Pont       | Par        | Pontszám | Par      | Helyezés |
| ----------------- | ------------ | ---------- | ---------- | ---------- | ---------- | ---------- | ---------- | ---------- | ---------- | -------- | -------- | -------- |
| Nicolas Colsaerts | Férfi egyéni | 68         | −3         | 71         | 0          | 71         | 0          | 73         | +2         | 283      | −1       | 30.      |
| Thomas Pieters    | Férfi egyéni | 67         | −4         | 66         | −5         | 77         | +6         | 65         | −6         | 275      | −9       | 4.       |
| Chloe Leurquin    | Női egyéni   | 79         | +8         | 78         | +7         | 71         | 0          | 75         | +4         | 303      | +19      | 56.      |

## Gyeplabda

### Férfi
| Belga férfi gyeplabdacsapat-játékoskeret                                                                                                   | Belga férfi gyeplabdacsapat-játékoskeret |
| --- | --- |
| - Gauthier Boccard - Tom Boon - Thomas Briels - Cédric Charlier - Tanguy Cosyns - Félix Denayer - Sébastien Dockier - John-John Dohmen (C) | - Simon Gougnard - Loïck Luypaert - Emmanuel Stockbroekx - Jérôme Truyens - Vincent Vanasch - Florent Van Aubel - Arthur Van Doren - Elliot Van Strydonck |

#### Eredmények
Csoportkör
A csoport
| Csapat               | M | Gy | D | V | G+ | G– | Gk  | P  |
| -------------------- | - | -- | - | - | -- | -- | --- | -- |
| Belgium (BEL)        | 5 | 4  | 0 | 1 | 21 | 5  | +16 | 12 |
| Spanyolország (ESP)  | 5 | 3  | 1 | 1 | 13 | 6  | +7  | 10 |
| Ausztrália (AUS)     | 5 | 3  | 0 | 2 | 13 | 4  | +9  | 9  |
| Új-Zéland (NZL)      | 5 | 2  | 1 | 2 | 17 | 8  | +9  | 7  |
| Nagy-Britannia (GBR) | 5 | 1  | 2 | 2 | 14 | 10 | +4  | 5  |
| Brazília (BRA)       | 5 | 0  | 0 | 5 | 1  | 46 | –45 | 0  |

| 2016. augusztus 6. 12:30 (17:30) | Belgium (BEL)                                         | 4–1         | Nagy-Britannia (GBR) | Játékvezetők: John Weight (RSA) Coen van Bunge (NED) |
| 2016. augusztus 6. 12:30 (17:30) | Truyens 5' · Cosyns 32' · Gougnard 35' · Charlier 56' | Jegyzőkönyv | Catlin 27'           | Játékvezetők: John Weight (RSA) Coen van Bunge (NED) |

| 2016. augusztus 7. 19:30 (00:30) | Brazília (BRA) | 0–12        | Belgium (BEL) | Játékvezetők: Germán Montes de Oca (ARG) Javed Shaikh (IND) |
| 2016. augusztus 7. 19:30 (00:30) |                | Jegyzőkönyv | Van Aubel 12' · Van Doren 14', 54' · Cosyns 18', 53' · Denayer 25' · Truyens 28' · Boccard 33' · Briels 33' · Dockier 41' · Charlier 48' · Dohmen 51' | Játékvezetők: Germán Montes de Oca (ARG) Javed Shaikh (IND) |

| 2016. augusztus 9. 20:30 (01:30) | Belgium (BEL) | 1–0         | Ausztrália (AUS) | Játékvezetők: John Wright (RSA) Marcin Grochal (POL) |
| 2016. augusztus 9. 20:30 (01:30) | Cosyns 16'    | Jegyzőkönyv |                  | Játékvezetők: John Wright (RSA) Marcin Grochal (POL) |

| 2016. augusztus 11. 13:30 (18:30) | Spanyolország (ESP) | 1–3         | Belgium (BEL)                      | Játékvezetők: Christian Blasch (GER) Germán Montes de Oca (ARG) |
| 2016. augusztus 11. 13:30 (18:30) | Quemada 41'         | Jegyzőkönyv | Charlier 6', 21' · Stockbroekx 16' | Játékvezetők: Christian Blasch (GER) Germán Montes de Oca (ARG) |

| 2016. augusztus 12. 18:00 (23:00) | Belgium (BEL) | 1–3         | Új-Zéland (NZL)                     | Játékvezetők: Germán Montes de Oca (ARG) John Wright (RSA) |
| 2016. augusztus 12. 18:00 (23:00) | Van Aubel 58' | Jegyzőkönyv | Child 31' · Wilson 37' · Inglis 52' | Játékvezetők: Germán Montes de Oca (ARG) John Wright (RSA) |

Negyeddöntő
| 2016. augusztus 14. 12:30 (17:30) | Belgium (BEL)               | 3–1         | India (IND)  |  |
| 2016. augusztus 14. 12:30 (17:30) | Dockier 34', 45' · Boon 50' | Jegyzőkönyv | A. Singh 15' |  |

Elődöntő
| 2016. augusztus 16. 17:00 (22:00) | Belgium (BEL)                            | 3–1         | Hollandia (NED)     | Játékvezetők: Germán Montes de Oca (ARG) Murray Grime (AUS) |
| 2016. augusztus 16. 17:00 (22:00) | Truyens 25' · Dohmen 29' · van Aubel 46' | Jegyzőkönyv | van der Weerden 29' | Játékvezetők: Germán Montes de Oca (ARG) Murray Grime (AUS) |

Döntő
| 2016. augusztus 18. 17:00 (22:00) | Belgium (BEL)           | 2–4         | Argentína (ARG)                                        | Játékvezetők: John Wright (RSA) Christian Blasch (GER) |
| 2016. augusztus 18. 17:00 (22:00) | Cosyns 3' · Boccard 45' | Jegyzőkönyv | P. Ibarra 12' · Ortiz 15' · Peillat 22' · Mazzilli 60' | Játékvezetők: John Wright (RSA) Christian Blasch (GER) |

| Csapat        | Helyezés |
| ------------- | -------- |
| Belgium (BEL) |          |

## Íjászat
Férfi
| Versenyző       | Versenyszám | Selejtező | Selejtező | 64-es főtábla               | 32-es főtábla                           | Nyolcaddöntő      | Negyeddöntő       | Elődöntő          | Döntő             | Helyezés |
| Versenyző       | Versenyszám | Pont      | Kiemelés  | Ellenfél Eredmény           | Ellenfél Eredmény                       | Ellenfél Eredmény | Ellenfél Eredmény | Ellenfél Eredmény | Ellenfél Eredmény | Helyezés |
| --------------- | ----------- | --------- | --------- | --------------------------- | --------------------------------------- | ----------------- | ----------------- | ----------------- | ----------------- | -------- |
| Robin Ramaekers | Egyéni      | 654       | 42.       | Ryan Tyack (AUS)(23.) · 6-2 | Juan Ignacio Rodríguez (ESP)(10.) · 0-6 | kiesett           | kiesett           | kiesett           | kiesett           | 17.      |

## Kajak-kenu

### Gyorsasági
Férfi
| Versenyző     | Versenyszám        | Előfutam | Előfutam | Előfutam | Elődöntő | Elődöntő | Elődöntő | Döntő | Döntő    | Döntő    | Helyezés |
| Versenyző     | Versenyszám        | Idő      | Hely.    | Össz.    | Idő      | Hely.    | Össz.    | Típus | Idő      | Helyezés | Helyezés |
| ------------- | ------------------ | -------- | -------- | -------- | -------- | -------- | -------- | ----- | -------- | -------- | -------- |
| Artuur Peters | Kajak egyes 1000 m | 3:34,781 | 5.       | 5.       | 3:37,586 | 7.       | 12.      | B     | 3:33,521 | 3.       | 11.      |

## Kerékpározás

### BMX
| Versenyző    | Versenyszám | Selejtező | Selejtező | Elődöntő | Elődöntő | Döntő  | Döntő    | Helyezés |
| Versenyző    | Versenyszám | Idő       | Helyezés  | Pont     | Helyezés | Idő    | Helyezés | Helyezés |
| ------------ | ----------- | --------- | --------- | -------- | -------- | ------ | -------- | -------- |
| Elke Vanhoof | Női         | 35,325    | 6.        | 13       | 3.       | 39,538 | 6.       | 6.       |

### Hegyi-kerékpározás
| Versenyző       | Versenyszám        | Idő     | Helyezés |
| --------------- | ------------------ | ------- | -------- |
| Ruben Scheire   | Férfi terepverseny | 1:37:36 | 11.      |
| Jens Schuermans | Férfi terepverseny | 1:39:30 | 18.      |
| Githa Michiels  | Női terepverseny   | 1:40:23 | 21.      |

### Országúti kerékpározás
Férfi
| Versenyző         | Versenyszám   | Idő              | Helyezés      |
| ----------------- | ------------- | ---------------- | ------------- |
| Laurens De Plus   | Mezőnyverseny | nem ért célba    | nem ért célba |
| Philippe Gilbert  | Mezőnyverseny | 6:23:23 (+13:18) | 42.           |
| Serge Pauwels     | Mezőnyverseny | 6:16:17 (+6:12)  | 22.           |
| Greg Van Avermaet | Mezőnyverseny | 6:10:05          |               |
| Tim Wellens       | Mezőnyverseny | nem ért célba    | nem ért célba |
| Tim Wellens       | Időfutam      | 1:16:49,71       | 20.           |

Női
| Versenyző        | Versenyszám   | Idő              | Helyezés      |
| ---------------- | ------------- | ---------------- | ------------- |
| Anisha Vekemans  | Mezőnyverseny | 3:58:03 (+6:36)  | 29.           |
| Ann-Sophie Duyck | Mezőnyverseny | nem ért célba    | nem ért célba |
| Ann-Sophie Duyck | Időfutam      | 48:17,60         | 23.           |
| Lotte Kopecky    | Időfutam      | 48:09,86         | 21.           |
| Lotte Kopecky    | Mezőnyverseny | 4:02:07 (+10:40) | 45.           |

### Pálya-kerékpározás
Omnium
| Versenyző       | Versenyszám | 15 km-es scratch | 15 km-es scratch | 4 km-es egyéni üldözőverseny | 4 km-es egyéni üldözőverseny | 4 km-es egyéni üldözőverseny | Kieséses verseny | Kieséses verseny | 1000 m-es időfutam | 1000 m-es időfutam | 1000 m-es időfutam | 250 méter repülő rajt | 250 méter repülő rajt | 250 méter repülő rajt | 30 km-es pontverseny | 30 km-es pontverseny | Összesítés  | Összesítés  |
| Versenyző       | Versenyszám | Pont             | Hely.            | Idő                          | Pont                         | Hely.                        | Pont             | Hely.            | Idő                | Pont               | Hely.              | Idő                   | Pont                  | Hely.                 | Pont                 | Hely.                | Pont        | Helyezés    |
| --------------- | ----------- | ---------------- | ---------------- | ---------------------------- | ---------------------------- | ---------------------------- | ---------------- | ---------------- | ------------------ | ------------------ | ------------------ | --------------------- | --------------------- | --------------------- | -------------------- | -------------------- | ----------- | ----------- |
| Jasper De Buyst | Férfi       | 6                | 18.              | 4:36,246                     | 10                           | 16.                          | 18               | 12.              | nem állt rajthoz   | nem állt rajthoz   | nem állt rajthoz   | nem ért célba         | nem ért célba         | nem ért célba         | nem ért célba        | nem ért célba        | helyezetlen | helyezetlen |

| Versenyző      | Versenyszám | 10 km-es scratch | 10 km-es scratch | 3 km-es egyéni üldözőverseny | 3 km-es egyéni üldözőverseny | 3 km-es egyéni üldözőverseny | Kieséses verseny | Kieséses verseny | 500 m-es időfutam | 500 m-es időfutam | 500 m-es időfutam | 250 méter repülő rajt | 250 méter repülő rajt | 250 méter repülő rajt | 20 km-es pontverseny | 20 km-es pontverseny | Összesítés | Összesítés |
| Versenyző      | Versenyszám | Pont             | Hely.            | Idő                          | Pont                         | Hely.                        | Pont             | Hely.            | Idő               | Pont              | Hely.             | Idő                   | Pont                  | Hely.                 | Pont                 | Hely.                | Pont       | Helyezés   |
| -------------- | ----------- | ---------------- | ---------------- | ---------------------------- | ---------------------------- | ---------------------------- | ---------------- | ---------------- | ----------------- | ----------------- | ----------------- | --------------------- | --------------------- | --------------------- | -------------------- | -------------------- | ---------- | ---------- |
| Jolien D'hoore | Női         | 36               | 3.               | 3:30,202                     | 36                           | 3.                           | 38               | 2.               | 35,326            | 34                | 4.                | 14,195                | 28                    | 7.                    | 27                   | 8.                   | 199        |            |

## Lovaglás
Díjlovaglás
| Versenyző       | Ló    | Versenyszám | 1. kör | 1. kör | 2. kör  | 2. kör  | Döntő   | Döntő   | Végeredmény | Végeredmény |
| Versenyző       | Ló    | Versenyszám | Pont   | Hely.  | Pont    | Hely.   | Pont    | Hely.   | Pont        | Helyezés    |
| --------------- | ----- | ----------- | ------ | ------ | ------- | ------- | ------- | ------- | ----------- | ----------- |
| Jorinde Verwimp | Tiamo | Egyéni      | 70,771 | 35.    | kiesett | kiesett | kiesett | kiesett | kiesett     | kiesett     |

Díjugratás
| Versenyző           | Ló                    | Versenyszám | Selejtező | Selejtező | Selejtező | Selejtező | Selejtező | Selejtező | Selejtező | Selejtező | Döntő   | Döntő   | Döntő   | Végeredmény | Végeredmény |
| Versenyző           | Ló                    | Versenyszám | 1. kör    | 1. kör    | 2. kör    | 2. kör    | 2. kör    | 3. kör    | 3. kör    | 3. kör    | 1. kör  | 1. kör  | 2. kör  | Végeredmény | Végeredmény |
| Versenyző           | Ló                    | Versenyszám | Bünt.     | Hely.     | Bünt.     | Össz.     | Hely.     | Bünt.     | Össz.     | Hely.     | Bünt.   | Hely.   | Bünt.   | Bünt.       | Helyezés    |
| ------------------- | --------------------- | ----------- | --------- | --------- | --------- | --------- | --------- | --------- | --------- | --------- | ------- | ------- | ------- | ----------- | ----------- |
| Jérôme Guery        | Grand Cru van de Roz. | Egyéni      | 0         | 1.        | 10        | 10        | 44.       | 5         | 15        | 37.       | 8       | 28.     | kiesett | 8           | 28.         |
| Nicola Philippaerts | Zilverstar T          | Egyéni      | kizárták  | kizárták  | kiesett   | kiesett   | kiesett   | kiesett   | kiesett   | kiesett   | kiesett | kiesett | kiesett | kiesett     | kiesett     |

Lovastusa
| Versenyző          | Ló                     | Versenyszám | Díjlovaglás | Díjlovaglás | Tereplovaglás | Tereplovaglás | Tereplovaglás | Díjugratás | Díjugratás  | Díjugratás | Díjugratás | Végeredmény | Végeredmény |
| Versenyző          | Ló                     | Versenyszám | Díjlovaglás | Díjlovaglás | Tereplovaglás | Tereplovaglás | Tereplovaglás | Selejtező  | Selejtező   | Selejtező  | Döntő      | Végeredmény | Végeredmény |
| Versenyző          | Ló                     | Versenyszám | Bünt.       | Hely.       | Bünt.         | Bünt. össz.   | Hely.         | Bünt.      | Bünt. össz. | Hely.      | Bünt.      | Bünt.       | Helyezés    |
| ------------------ | ---------------------- | ----------- | ----------- | ----------- | ------------- | ------------- | ------------- | ---------- | ----------- | ---------- | ---------- | ----------- | ----------- |
| Karin Donckers     | Fletcha van 't Verahof | Egyéni      | 41,1        | 7.          | nem ért célba | nem ért célba | nem ért célba | kiesett    | kiesett     | kiesett    | kiesett    | kiesett     | kiesett     |
| Joris Van Springel | Lully des Aulnes       | Egyéni      | 54,3        | 52.         | 21,6          | 75,9          | 26.           | 8,0        | 83,9        | 25.        | 4,0        | 87,9        | 24.         |

## Sportlövészet
Férfi
| Versenyző     | Versenyszám | Selejtező | Selejtező | Elődöntő | Elődöntő | Döntő   | Döntő    |
| Versenyző     | Versenyszám | Pont      | Helyezés  | Pont     | Helyezés | Pont    | Helyezés |
| ------------- | ----------- | --------- | --------- | -------- | -------- | ------- | -------- |
| Maxime Mottet | Trap        | 116       | 10.       | kiesett  | kiesett  | kiesett | kiesett  |

## Súlyemelés
Férfi
| Versenyző     | Versenyszám | Szakítás | Szakítás | Lökés    | Lökés    | Összesen | Helyezés |
| Versenyző     | Versenyszám | Eredmény | Helyezés | Eredmény | Helyezés | Összesen | Helyezés |
| ------------- | ----------- | -------- | -------- | -------- | -------- | -------- | -------- |
| Tom Goegebuer | 56 kg       | 111      | 10.      | 130      | 15.      | 241      | 14.      |

## Taekwondo
Férfi
| Versenyző        | Versenyszám | Nyolcaddöntő                     | Negyeddöntő             | Elődöntő                          | Vigaszág elődöntő | Bronz- mérkőzés                    | Döntő             | Helyezés |
| Versenyző        | Versenyszám | Ellenfél Eredmény                | Ellenfél Eredmény       | Ellenfél Eredmény                 | Ellenfél Eredmény | Ellenfél Eredmény                  | Ellenfél Eredmény | Helyezés |
| ---------------- | ----------- | -------------------------------- | ----------------------- | --------------------------------- | ----------------- | ---------------------------------- | ----------------- | -------- |
| Si Mohamed Ketbi | Légsúly     | Safwan Khalil (AUS) · 1-8        | kiesett                 | kiesett                           |                   |                                    |                   | 11.      |
| Jaouad Achab     | Pehelysúly  | Maxemillion Kassman (PNG) · 15-1 | Karol Robak (POL) · 9-7 | Alekszej Gyenyiszenko (RUS) · 1-6 |                   | I Dehun (Lee Dae-hun) (KOR) · 7-11 |                   | 5.       |

Női
| Versenyző       | Versenyszám | Nyolcaddöntő                   | Negyeddöntő            | Elődöntő          | Vigaszág elődöntő         | Bronz- mérkőzés          | Döntő             | Helyezés |
| Versenyző       | Versenyszám | Ellenfél Eredmény              | Ellenfél Eredmény      | Ellenfél Eredmény | Ellenfél Eredmény         | Ellenfél Eredmény        | Ellenfél Eredmény | Helyezés |
| --------------- | ----------- | ------------------------------ | ---------------------- | ----------------- | ------------------------- | ------------------------ | ----------------- | -------- |
| Raheleh Asemani | Pehelysúly  | Carolena Carstens (PAN) · 13-1 | Jade Jones (GBR) · 2-7 |                   | Naima Bakkal (MAR) · 12-0 | Hedaya Malak (EGY) · 0-1 |                   | 5.       |

## Tenisz
Férfi
| Versenyző    | Versenyszám | 64-es főtábla                 | 32-es főtábla               | Nyolcaddöntő                            | Negyeddöntő       | Elődöntő          | Bronz- mérkőzés   | Döntő             | Helyezés |
| Versenyző    | Versenyszám | Ellenfél Eredmény             | Ellenfél Eredmény           | Ellenfél Eredmény                       | Ellenfél Eredmény | Ellenfél Eredmény | Ellenfél Eredmény | Ellenfél Eredmény | Helyezés |
| ------------ | ----------- | ----------------------------- | --------------------------- | --------------------------------------- | ----------------- | ----------------- | ----------------- | ----------------- | -------- |
| David Goffin | Egyes       | Samuel Groth (AUS) · 6-4, 6-2 | Dúdí Szela (ISR) · 6-3, 6-3 | Thomaz Bellucci (BRA) · 6-7(10–12), 4-6 | kiesett           | kiesett           | kiesett           | kiesett           | 9.       |

Női
| Versenyző                         | Versenyszám | 64-es főtábla                             | 32-es főtábla                                                                    | Nyolcaddöntő                                                                  | Negyeddöntő       | Elődöntő          | Bronz- mérkőzés   | Döntő             | Helyezés |
| Versenyző                         | Versenyszám | Ellenfél Eredmény                         | Ellenfél Eredmény                                                                | Ellenfél Eredmény                                                             | Ellenfél Eredmény | Ellenfél Eredmény | Ellenfél Eredmény | Ellenfél Eredmény | Helyezés |
| --------------------------------- | ----------- | ----------------------------------------- | -------------------------------------------------------------------------------- | ----------------------------------------------------------------------------- | ----------------- | ----------------- | ----------------- | ----------------- | -------- |
| Kirsten Flipkens                  | Egyes       | Venus Williams (USA) · 4–6, 6-3, 7-6(7–5) | Lucie Šafářová (CZE) · 6-2, 0-0 (feladta)                                        | Laura Siegemund (GER) · 4-6, 3-6                                              | kiesett           | kiesett           | kiesett           | kiesett           | 9.       |
| Yanina Wickmayer                  | Egyes       | Barbora Strýcová (CZE) · 6-7(6–8), 1-6    | kiesett                                                                          | kiesett                                                                       | kiesett           | kiesett           | kiesett           | kiesett           | 33.      |
| Kirsten Flipkens Yanina Wickmayer | Páros       |                                           | Kazahsztán (KAZ) · Jaroszlava Svedova · Galina Voszkobojeva · 6-1, 0-0 (feladta) | Spanyolország (ESP) · Garbiñe Muguruza · Carla Suárez Navarro · 5-7, 6-2, 2-6 | kiesett           | kiesett           | kiesett           | kiesett           | 9.       |

## Tollaslabda
| Versenyző  | Versenyszám | Csoportkör | Csoportkör | Nyolcaddöntő      | Negyeddöntő       | Elődöntő          | Bronz- mérkőzés   | Döntő             | Helyezés |
| Versenyző  | Versenyszám | Ellenfél Eredmény | Hely.      | Ellenfél Eredmény | Ellenfél Eredmény | Ellenfél Eredmény | Ellenfél Eredmény | Ellenfél Eredmény | Helyezés |
| ---------- | ----------- | --- | ---------- | ----------------- | ----------------- | ----------------- | ----------------- | ----------------- | -------- |
| Yuhan Tan  | Férfi egyes | C csoport · Misha Zilberman (ISR) · 20–22, 12–21 · Chou Tien-Chen (TPE) · 14–21, 8–21                                                 | 3.         | kiesett           | kiesett           | kiesett           | kiesett           | kiesett           | 28.      |
| Lianne Tan | Női egyes   | E csoport · Iris Wang (USA) · 17–21, 22–20, 14–21 · Li Hsüe-zsuj (Li Xuerui) (CHN) · 11–21, 11–21 · Telma Santos (POR) · 21–16, 21–18 | 3.         | kiesett           | kiesett           | kiesett           | kiesett           | kiesett           | 28.      |

## Torna
Férfi
| Versenyző       | Versenyszám | Selejtező | Selejtező | Döntő    | Döntő    |
| Versenyző       | Versenyszám | Pontszám  | Helyezés  | Pontszám | Helyezés |
| --------------- | ----------- | --------- | --------- | -------- | -------- |
| Dennis Goossens | Gyűrű       | 15,366    | 7.        | 14,933   | 8.       |

Női
| Versenyző                                                    | Versenyszám      | Selejtező | Selejtező | Döntő    | Döntő    |
| Versenyző                                                    | Versenyszám      | Pontszám  | Helyezés  | Pontszám | Helyezés |
| ------------------------------------------------------------ | ---------------- | --------- | --------- | -------- | -------- |
| Senna Deriks                                                 | Felemás korlát   | 13,533    | 56.       | kiesett  | kiesett  |
| Nina Derwael                                                 | Talaj            | 13,533    | 39.       | kiesett  | kiesett  |
| Nina Derwael                                                 | Felemás korlát   | 15,133    | 12.       | kiesett  | kiesett  |
| Nina Derwael                                                 | Gerenda          | 13,966    | 28.*      | kiesett  | kiesett  |
| Nina Derwael                                                 | Egyéni összetett | 56,532    | 21.       | 56,299   | 19.      |
| Rune Hermans                                                 | Talaj            | 13,900    | 24.       | kiesett  | kiesett  |
| Rune Hermans                                                 | Felemás korlát   | 13,775    | 50.       | kiesett  | kiesett  |
| Rune Hermans                                                 | Gerenda          | 13,700    | 38.       | kiesett  | kiesett  |
| Rune Hermans                                                 | Egyéni összetett | 54,508    | 34.       | kiesett  | kiesett  |
| Gaëlle Mys                                                   | Talaj            | 13,566    | 37.       | kiesett  | kiesett  |
| Gaëlle Mys                                                   | Gerenda          | 13,833    | 33.       | kiesett  | kiesett  |
| Laura Waem                                                   | Talaj            | 13,366    | 44.       | kiesett  | kiesett  |
| Laura Waem                                                   | Felemás korlát   | 14,133    | 41.       | kiesett  | kiesett  |
| Laura Waem                                                   | Gerenda          | 13,966    | 28.*      | kiesett  | kiesett  |
| Senna Deriks Nina Derwael Rune Hermans Gaëlle Mys Laura Waem | Csapat összetett | 167,838   | 12.       | kiesett  | kiesett  |

* - egy másik versenyzővel azonos eredményt ért el

## Triatlon
| Versenyző         | Versenyszám | 1,5 km úszás | Depózás 1 | 40 km kerékpározás | Depózás 2 | 10 km futás | Összesítés | Összesítés |
| Versenyző         | Versenyszám | Idő          | Idő       | Idő                | Idő       | Idő         | Idő        | Helyezés   |
| ----------------- | ----------- | ------------ | --------- | ------------------ | --------- | ----------- | ---------- | ---------- |
| Jelle Geens       | Férfi       | 18:36        | 0:49      | 59:14              | 0:37      | 32:49       | 1:52:05    | 38.        |
| Marten Van Riel   | Férfi       | 17:27        | 0:49      | 55:03              | 0:34      | 32:10       | 1:46:03    | 6.         |
| Claire Michel     | Női         | 21:11        | 0:56      | nem ért célba      | kiesett   | kiesett     | kiesett    | kiesett    |
| Katrien Verstuyft | Női         | 22:08        | 1:00      | nem ért célba      | kiesett   | kiesett     | kiesett    | kiesett    |

## Úszás
Férfi
| Versenyző                                                                           | Versenyszám     | Előfutam | Előfutam | Előfutam | Elődöntő | Elődöntő | Elődöntő | Döntő   | Döntő    |
| Versenyző                                                                           | Versenyszám     | Idő      | Hely.    | Össz.    | Idő      | Hely.    | Össz.    | Idő     | Helyezés |
| ----------------------------------------------------------------------------------- | --------------- | -------- | -------- | -------- | -------- | -------- | -------- | ------- | -------- |
| Jasper Aerents                                                                      | 50 m gyors      | 22,61    | 7.       | 39.      | kiesett  | kiesett  | kiesett  | kiesett | kiesett  |
| François Heersbrandt                                                                | 50 m gyors      | 22,58    | 7.       | 38.      | kiesett  | kiesett  | kiesett  | kiesett | kiesett  |
| Pieter Timmers                                                                      | 100 m gyors     | 48,46    | 3.       | 9.       | 48,14    | 3.       | 6.       | 47,80   |          |
| Glenn Surgeloose                                                                    | 100 m gyors     | 48,65    | 2.       | 19.      | kiesett  | kiesett  | kiesett  | kiesett | kiesett  |
| Glenn Surgeloose                                                                    | 200 m gyors     | 1:47,19  | 5.       | 17.      | 1:47,36  | 8.       | 14.      | kiesett | kiesett  |
| Basten Caerts                                                                       | 200 m mell      | 2:13,44  | 3.       | 32.      | kiesett  | kiesett  | kiesett  | kiesett | kiesett  |
| Louis Croenen                                                                       | 200 m pillangó  | 1:56,48  | 5.       | 14.      | 1:56,03  | 4.       | 8.       | 1:57,04 | 8.       |
| Emmanuel Vanluchene                                                                 | 200 m vegyes    | 2:01,36  | 3.       | 23.      | kiesett  | kiesett  | kiesett  | kiesett | kiesett  |
| Glenn Surgeloose Jasper Aerents Pieter Timmers Emmanuel Vanluchene Dieter Dekoninck | 4 × 100 m gyors | 3:14,16  | 5.       | 7.       |          |          |          | 3:13,57 | 6.       |
| Glenn Surgeloose Pieter Timmers Emmanuel Vanluchene Louis Croenen Dieter Dekoninck  | 4 × 200 m gyors | 7:08,72  | 6.       | 7.       |          |          |          | 7:11,64 | 8.       |

Női
| Versenyző      | Versenyszám    | Előfutam | Előfutam | Előfutam | Elődöntő | Elődöntő | Elődöntő | Döntő   | Döntő    |
| Versenyző      | Versenyszám    | Idő      | Hely.    | Össz.    | Idő      | Hely.    | Össz.    | Idő     | Helyezés |
| -------------- | -------------- | -------- | -------- | -------- | -------- | -------- | -------- | ------- | -------- |
| Fanny Lecluyse | 100 m mell     | 1:08,80  | 7.       | 28.      | kiesett  | kiesett  | kiesett  | kiesett | kiesett  |
| Fanny Lecluyse | 200 m mell     | 2:27,16  | 7.       | 17.      | kiesett  | kiesett  | kiesett  | kiesett | kiesett  |
| Kimberly Buys  | 100 m pillangó | 57,91    | 4.       | 12.      | 58,63    | 7.       | 14.      | kiesett | kiesett  |

## Vitorlázás
Férfi
| Versenyző                        | Versenyszám  | Futam | Futam | Futam | Futam | Futam | Futam | Futam | Futam | Futam | Futam | Futam | Futam | Futam   | Pontszám | Helyezés |
| Versenyző                        | Versenyszám  | 1     | 2     | 3     | 4     | 5     | 6     | 7     | 8     | 9     | 10    | 11    | 12    | É       | Pontszám | Helyezés |
| -------------------------------- | ------------ | ----- | ----- | ----- | ----- | ----- | ----- | ----- | ----- | ----- | ----- | ----- | ----- | ------- | -------- | -------- |
| Wannes Van Laer                  | Laser        | 27    | (30)  | 12    | 11    | 23    | 12    | 23    | 13    | 1     | 18    |       |       | kiesett | 140      | 17.      |
| Yannick Lefèbvre Tom Pelsmaekers | 49er osztály | 19    | 14    | 13    | 17    | 9     | 3     | 8     | 8     | 12    | (20)  | 14    | 8     | kiesett | 125      | 17.      |

Női
| Versenyző     | Versenyszám  | Futam | Futam | Futam | Futam | Futam | Futam | Futam | Futam | Futam | Futam | Futam | Pontszám | Helyezés |
| Versenyző     | Versenyszám  | 1     | 2     | 3     | 4     | 5     | 6     | 7     | 8     | 9     | 10    | É     | Pontszám | Helyezés |
| ------------- | ------------ | ----- | ----- | ----- | ----- | ----- | ----- | ----- | ----- | ----- | ----- | ----- | -------- | -------- |
| Evi Van Acker | Laser radial | 2     | 12    | 2     | (29)  | 16    | 15    | 11    | 2     | 1     | 5     | 12    | 78       | 4.       |

## Vívás
Férfi
| Versenyző          | Versenyszám  | 32-es főtábla               | Nyolcaddöntő                     | Negyeddöntő       | Elődöntő          | Bronz- mérkőzés   | Döntő             | Helyezés |
| Versenyző          | Versenyszám  | Ellenfél Eredmény           | Ellenfél Eredmény                | Ellenfél Eredmény | Ellenfél Eredmény | Ellenfél Eredmény | Ellenfél Eredmény | Helyezés |
| ------------------ | ------------ | --------------------------- | -------------------------------- | ----------------- | ----------------- | ----------------- | ----------------- | -------- |
| Seppe Van Holsbeke | Kard, egyéni | Eli Dershwitz (USA) · 15-12 | Tiberiu Dolniceanu (ROU) · 13-15 | kiesett           | kiesett           | kiesett           | kiesett           | 14.      |